# フェミニン・コンプレックス
フェミニン・コンプレックス（The Feminine Complex）は、1960年代にアメリカで結成された女性だけのガレージロックバンドである。メンバーがナッシュビル（テネシー州）のメイプルウッド高校に通っている間にバンドが結成された。彼女らは1969年に1枚のアルバム『Livin' Love』のみをリリースした。アルバムは2度再発され、それ以来マイナーなカルト信者を獲得している。

## グループの経歴
フェミニン・コンプレックスは、ギターとボーカルのミンディ・ダルトン、タンバリンとボーカルのジュディ・グリフィス、ドラムのラナ・ネイピア、キーボードのペイム・スティーブンス、ベースのジーン・ウィリアムズで構成されていた。ネイピアとウィリアムズは1966年の秋に全員女性のバンドを結成することを決定し、最終的にダルトンとグリフィスに参加を求めた。4人全員がメープルウッド高校の女子バスケットボールチームのメンバーであり、チームの名前でもあるピボットの名前を付けた。1967年の夏までに、彼らはウィリアムズの友人であるスティーブンスを加え、名前をフェミニン・コンプレックスに変更した。ネイピアによれば、
で、誰かがある名前を投げかけたんだけど、どの子だったか忘れたけど、ミンディだったかな、「いや、もっとフェミニンな物が良い」って言って、私はそれに「Complex」をつけただけだったんだ。私たちは複雑じゃなかった！！
彼らは1967年から68年にかけて、ナッシュビルとその周辺地域で小さな地元のギグを行った。 Athena RecordsのDee Kilpatrickが 1968年にグループに署名し、デビュー作『Livin' Love』をレコーディングした。その年の秋、学校が始まると彼女らは解散した。『Livin' Love』は1969年にリリースされた。

## リヴィン・ラブ
アルバムからリリースされた「I've Been Workin' on You」と「Hide & Seek」の2つのシングルは、ナッシュビルでトップ40ヒットとなった。3番目の「I Won't Run」もバーミンガムでチャートインした。1996年のTeenbeat RecordsでのアルバムのCD再発のためにバンドについて調査し、執筆したジョナサン・マークスは次のように語っている。
「バンドを録音したエンジニアのリー・ヘイゼンは、私にそのアルバムを流してくれました。いくつかの曲はフィードバックとサイケデリックなギター・ソロで溢れていましたが、他の曲はメンフィス・スタイルのホーン セクションで打ちのめされていました。その後、リーは「ええ、バンドだけでいくつかのデモも録音しました」と思い出し、オープンリールテープの膨大なライブラリを少し調べてみると、元の録音が見つかりました。」 
これらのデモは、1996年の Teenbeat のリイシューと、その後のRev-Ola Recordsによる 2004年のリイシューに含まれていた。1997年にTeenbeatからデモとライヴ音源を収録したCD 『To Be in Love 』がリリースされた。

## ディスコグラフィー

### シングル
- 「I've Been Working on You」/「Six O'clock in the Morning」（アテナ5003）1968
- 「Are You Lonesome Like Me」/「Run That Through Your Mind」（アテナ5006）1969年
- 「Are You Lonesome Like Me」 / "Run That Through Your Mind" (アテナ 5008) 1969
- 「Hide & Seek」「Six O'clock in the Morning（デモ）」（Wurlitzer Jukebox WJ14）1996年

### アルバム
- 『Livin' Love』 (アテナ) 1969

### コンピレーション
- 『To Be in Love』 (ティーンビート) 1997